# Margarethabrug

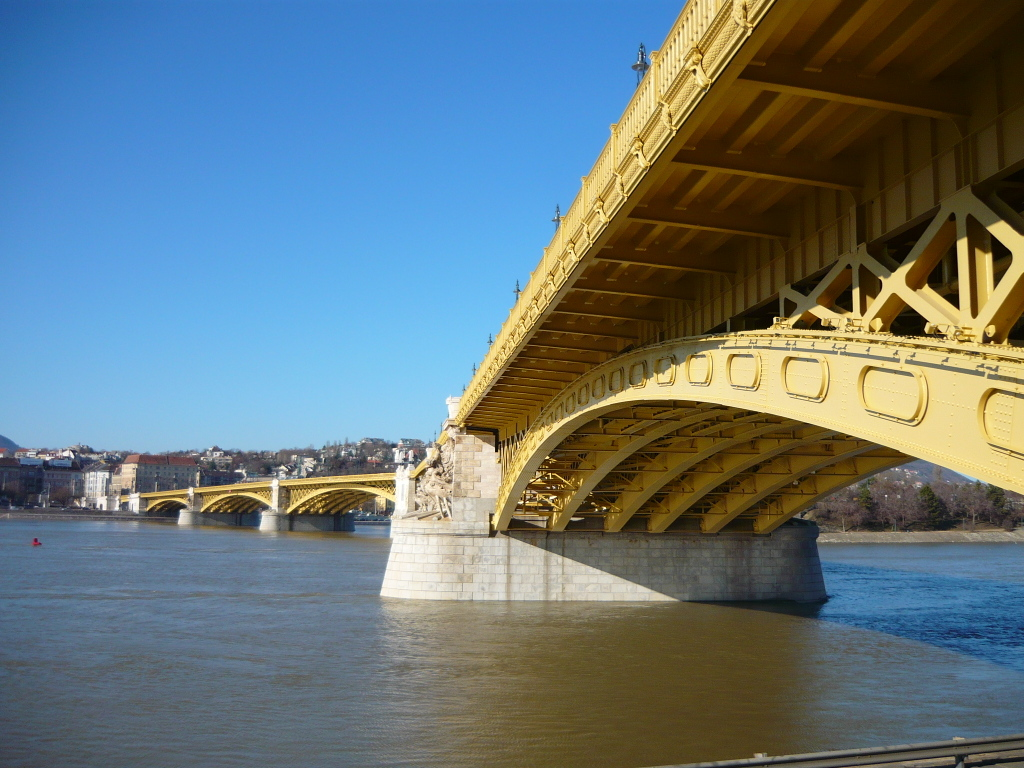
De Margarethabrug

De Margarethabrug (Hongaars: Margit híd) is een van de elf Donaubruggen in de Hongaarse hoofdstad Boedapest en de derde die men tegenkomt als men de Donau stroomafwaarts afvaart. De Margarethabrug heeft de vorm van een Y en is op zeven pijlers gebouwd. De lengte van de brug bedraagt 607 meter. De Margarethabrug dateert uit 1876 en is een schepping van de Franse ingenieur Ernest Goüin, met wie ook Gustave Eiffel, de schepper van de Eiffeltoren van Parijs heeft samengewerkt.
De brug begint op de rechteroever bij de Margaretharing (Margit körút). De brug buigt zich licht naar het noorden, om verbinding te maken met het Margaretha-eiland. Dan buigt ze 150° naar het zuiden, om op de Pest-zijde op de Sint-Stefanusring (Szent István körút) met het Mari Jászaiplein uit te komen.
De Margarethabrug was na de Kettingbrug de tweede vaste verbinding tussen Boeda en Pest. De brug werd tussen 1872 en 1876 gebouwd en werd op 30 april 1876 in gebruik genomen. Vanaf 1879 reden er trams over de brug. De aftakking naar het Margaretha-eiland kwam in 1900 tot stand: tot dat jaar moest het eiland met bootjes worden benaderd. Tussen 1935 en 1937 werd de brug verbreed.
Tijdens de Tweede Wereldoorlog werd de brug verwoest: de pijlers aan de kant van Pest explodeerden op 4 november 1944 onder onopgehelderde omstandigheden tijdens de avondspits, waarbij veel slachtoffers vielen. Het gedeelte aan de kant van Boeda werd op 18 januari 1945 opgeblazen. De herbouw van de brug was in 1948 voltooid.

## Kossuthbrug
Tussen de Margarethabrug en de Kettingbrug (Lánchíd) staat nog een gedenksteen dat herinnert aan de Kossuthbrug, die hier 10 jaar de rivier overspande. Dit was een noodbrug, die na de Tweede Wereldoorlog was gebouwd om de andere, in de oorlog vernielde bruggen te vervangen. In 1960 was de Kossuth-noodbrug overbodig geworden en werd ze weer gesloopt.